# 国外西班牙共产党
国外西班牙共产党（西班牙語：Partido Comunista de España en el Exterior）是西班牙共产党在居住在国外的西班牙人中建立的组织。尽管西班牙共产党在国外的大部分组织在佛朗哥独裁时期开始时就已形成，但直到2018年5月国外西班牙共产党才正式成立。此后，西班牙共产党在英国、阿根廷和奥地利等国建立了新的组织。

## 分支
- 阿根廷核心（ 阿根廷、 智利、 乌拉圭）
- “法昆多·埃尔南德斯”核心（ 比利时、 盧森堡）
- 中欧中间委员会（ 德国、 奥地利、 中國、 挪威）
- 法国中间委员会（ 法國、 瑞士）
- 大不列颠核心（ 英国、 愛爾蘭）